# Cole Beasley
Cole Dickson Beasley (26 de abril de 1989, Houston, Texas, Estados Unidos) es un wide receiver de fútbol americano que jugó principalmente para los Dallas Cowboys de la National Football League (NFL). Actualmente regresó del retiro para jugar con los Buffalo Bills de la National Football League. Jugó fútbol americano universitario en la Universidad Metodista del Sur y fue firmado por los Dallas Cowboys como agente libre en el draft 2012.

## Primeros Años
Beasley asistió a Little Elm High School , donde fue mariscal de campo opcional , y llevó a los Lobos a los playoffs de Texas UIL-4A en años consecutivos. Beasley fue co-MVP del distrito, registrando 1,184 yardas terrestres, 12 touchdowns terrestres, 1,570 yardas aéreas y 12 touchdowns. Rivals.com lo calificó como un jugador dos estrellas para reclutar.

## Carrera colegial
Beasley aceptó una beca de la Universidad Metodista del Sur , donde se convirtió en receptor abierto , jugando en 11 juegos con siete juegos como titular como estudiante de primer año, y terminó en el top 3 del equipo con 42 recepciones para 366 yardas y tres touchdowns.
Como estudiante de segundo año, Beasley inició siete juegos, haciendo 40 recepciones (cuarto lugar en el equipo) para 493 yardas y tres touchdowns. La Universidad Metodista del Sur ganaría el Hawaii Bowl de 2009 marcando su primera participación a un tazón colegial desde el escándalo de 1987.
En su tercer año, Beasley registró 87 recepciones (segundo lugar histórico para una sola temporada en toda la historia de la universidad), 1,060 yardas y seis touchdowns.
En su último año, Beasley registró 86 recepciones para 1,040 yardas (segundo lugar en el equipo) y dos touchdowns.

## Estadísticas generales
| Yardas | Touchdowns | Recepciones | Promedio |
| 454    | 3          | 45          | 10.1     |

## Controversias

### Comentarios sobre la vacuna contra el COVID-19
En junio de 2021 Beasley anunció en las redes sociales que, si bien entendía el interés de la NFL en que los jugadores recibieran la vacuna contra el COVID-19, no aceptaría vacunarse, incluso si eso significara que tuviera que terminar su carrera como jugador.
En diciembre de 2021, ESPN informó que Beasley había sido multado varias veces por violaciones del protocolo COVID, alcanzando una suma acumulada en el rango de los $ 100,000.